# Anders Bohman
Anders Bohman (* 18. Januar 1965 in Degersel, Schweden) ist ein schwedischer Kameramann und Filmproduzent.
Von seinen vielen Arbeiten als Kameramann sind im deutschsprachigen Raum vor allem die Kinderfilme bekannt, die Anders Bohman gefilmt hat. Unter anderem Der chaotische Elterntausch von 2003.
Für den Film Tsatsiki – Tintenfische und erste Küsse (1999) erhielt Bohman 2000 den Guldbagge-Preis für die beste Kameraarbeit.

## Filmografie (Auswahl)
- 1996: Der Traumprinz von Em (Drömprinsen – Filmen om Em)
- 1999: Tsatsiki – Tintenfische und erste Küsse (Tsatsiki, morsan och polisen)
- 2001: Ljudmilas Stimme (Ljudmilas röst)
- 2003: Der chaotische Elterntausch (Tur & retur)
- 2003: Misa mi – Freundin der Wölfe (Misa mi)
- 2009: Eine vernünftige Lösung (Det enda rationella)
- 2013: Eskil & Trinidad – Eine Reise ins Paradies (Eskil & Trinidad)
- 2014: Der Junge mit den Goldhosen (Pojken med guldbyxorna)